# Obština Razgrad
Obština Razgrad (bulharsky Община Разград) je bulharská jednotka územní samosprávy v Razgradské oblasti. Leží ve středním Bulharsku ve vysočinách Dolnodunajské nížiny. Sídlem obštiny je město Razgrad, kromě něj zahrnuje obština 21 vesnic. Žije zde téměř 50 tisíc stálých obyvatel.

## Sídla
| - Balkanski - Blagoevo - Čerkovna - Drjanovec - Ďankovo - Gecovo - Jasenovec - Kičenica | - Lipnik - Mortagonovo - Nedoklan - Osenec - Ostrovče - Pobit Kamăk - Poroište | - Prostorno - Radingrad - Rakovski - Razgrad (sídlo správy) - Stražec - Topčii - Ušinci |

## Sousední obštiny
| Růžice kompasu | Vetovo      | Kubrat          | Zavet    | Růžice kompasu |
| Růžice kompasu | Car Kalojan | Sever           | Isperich | Růžice kompasu |
| Růžice kompasu | Car Kalojan | Obština Razgrad | Isperich | Růžice kompasu |
| Růžice kompasu | Car Kalojan | Jih             | Isperich | Růžice kompasu |
| Růžice kompasu | Popovo      | Loznica         | Samuil   | Růžice kompasu |

## Obyvatelstvo
V obštině žije 49 753 stálých obyvatel a včetně přechodně hlášených obyvatel 67 007. Podle sčítáni 1. února 2011 bylo národnostní složení následující:
- Bulhaři: 30 660 (64.9 %)
- Turci: 14 296 (30.3 %)
- Romové: 1 549 (3.3 %)
- ostatní: 710 (1.5 %)